# Georgisch-Byzantijns-katholieken
In Katholicisme in Georgië zijn gegevens te vinden betreffende Georgisch-Byzantijns-katholieke gelovigen in Georgië die niet tot een officieel erkende Kerk behoren. Zij gebruiken de Byzantijnse ritus en de liturgische taal is het Georgisch.